# ميخائيل إدواردز (ملحن)
ميخائيل إدواردز (بالإنجليزية: Michael Edwards)‏ هو ملحن بريطاني، ولد في 1968.